# Incești (gmina Avram Iancu)
Incești – wieś w Rumunii, w okręgu Alba, w gminie Avram Iancu. W 2011 roku liczyła 71 mieszkańców.